# Оберлангау
Оберлангау (на немски: Oberlahngau) е средновековно франкско гауграфство на река Среден Лан в днешните Хесен и Рейнланд-Пфалц в Германия.
Намира се в Херцогство Франкония на територията на земите на източнофранкските Конрадини. Преди 900 г. Лангау се разделя на Оберлангау (Oberlahngau) и Нидерлангау (Niederlahngau).

## Графове в Оберлангау
- Конрад Стари († 906), син на Удо, граф в Лангау, от 886 г. граф в Оберлангау и Вормсгау, от 897 г. в Хесенгау, 903 г. граф в Готцфелдгау, 905 г. граф във Ветерау, херцог на Херцогство Франкония (Конрадини)
- Конрад I Млади (* 881; † 23 декември 918), син на Конрад Стари, и вероятно от 906 граф в Кьонигсзондергау, от 908 херцог на Франкония, Източнофранкски крал от 911
- Ото († сл. 918), син на Конрад Стари, 904 граф в Рургау, 912 граф на среден Лан
- Еберхард († 939), брат на Ото, граф в Оберлангау (913 – 928), 918 херцог на Франкония
- Удо I († 949), син на херцог Гебхард от Лотарингия и внук на Удо, граф в Лангау, от 914 г. граф във Ветерау, 917 и 948 граф в Рейнгау, 918 граф в Лангау, подарява 914/915 манастир Св. Мария във Вецлар (Конрадини), женен за Кунéгонда от Вермандоа, дъщеря на граф Херберт I (Каролинги)
- Хилделин, доказан 975, неизвестен произход
- Герлах, доказан 993 – 1017 (вероятно идентичен с управляващия Гебхард в Нидерлангау)
- Гизо I, гау-граф в Хесенгау, ок. 1008 г. граф в Оберлангау, родоначалник на род Гизони
- Вернер III фон Маден, доказан граф в Лангау 1062 – 1065, под неговото управление Оберлангау вече е загубил големи собствености в Оберлангау
- Херман II фон Глайберг (* ок. 997; † сл. 1095/ок. 1104), доказан 1075, обединява остатъците на Оберлангау с графство Глайберг в Хесен (Люксембурги)